# Sheriff Woody
Sheriff Woody Pride, även kallad enbart Woody, är en fiktiv rollfigur (en cowboydocka med dragsnöre) i Disney–Pixarfilmen Toy Story med uppföljare, samt annan media såsom datorspel och TV-specialer med mera. Han är en av tre huvudpersoner i i nuläget fyra släppta filmer, tillsammans med rymdjägaren Buzz Lightyear och cowboyflickan Jessie. Den amerikanska originalrösten till Woody görs sedan starten år 1995 av Tom Hanks, med undantag för hans yngre bror, Jim Hanks, som gör rösten till Woody i datorspelsversionerna, samt till attraktioner och andra merchandisevaror. Woodys svenska röst gjordes från början av Björn Skifs (första och andra filmen), men inför den tredje filmen blev han ersatt av Jan Mybrand, som även svarade för karaktärens svenska röst i den fjärde och senaste filmen i serien.